# Lédenon
Lédenon är en kommun i departementet Gard i regionen Occitanien i södra Frankrike. Kommunen ligger i kantonen Marguerittes som tillhör arrondissementet Nîmes. År 2022 hade Lédenon 1 676 invånare.

## Befolkningsutveckling
Antalet invånare i kommunen Lédenon
Referens:INSEE